# (15868) Akiyoshidai
(15868) Akiyoshidai (1996 OL) – planetoida z pasa głównego asteroid okrążająca Słońce w ciągu 3,39 lat w średniej odległości 2,25 j.a. Odkryta 16 lipca 1996 roku.